# TPT1
TPT1 (англ. Tumor protein, translationally-controlled 1) – білок, який кодується однойменним геном, розташованим у людей на короткому плечі 13-ї хромосоми. Довжина поліпептидного ланцюга білка становить 172 амінокислот, а молекулярна маса — 19 595.
| 10         |  | 20         |  | 30         |  | 40         |  | 50         |
| ---------- |  | ---------- |  | ---------- |  | ---------- |  | ---------- |
| MIIYRDLISH |  | DEMFSDIYKI |  | REIADGLCLE |  | VEGKMVSRTE |  | GNIDDSLIGG |
| NASAEGPEGE |  | GTESTVITGV |  | DIVMNHHLQE |  | TSFTKEAYKK |  | YIKDYMKSIK |
| GKLEEQRPER |  | VKPFMTGAAE |  | QIKHILANFK |  | NYQFFIGENM |  | NPDGMVALLD |
| YREDGVTPYM |  | IFFKDGLEME |  | KC         |  |            |  |            |

A: Аланін

C: Цистеїн

D: Аспарагінова кислота

E: Глутамінова кислота

F: Фенілаланін

G: Гліцин

H: Гістидин

I: Ізолейцин

K: Лізин

L: Лейцин

M: Метіонін

N: Аспарагін

P: Пролін

Q: Глутамін

R: Аргінін

S: Серин

T: Треонін

V: Валін

Кодований геном білок за функцією належить до фосфопротеїнів. 
Задіяний у такому біологічному процесі, як альтернативний сплайсинг. 
Білок має сайт для зв'язування з іоном кальцію. 
Локалізований у цитоплазмі.